# Diane English
Pour les articles homonymes, voir English.
Diane English est une scénariste et productrice  américaine née en 1948 à Buffalo, New York (États-Unis).

## Filmographie

### Comme réalisatrice
- 2009 : The Women

### Comme scénariste
- 1980 : The Lathe of Heaven (TV)
- 1984 : Her Life as a Man (TV)
- 1986 : Petite annonce pour grand amour (Classified Love) (TV)
- 1995 : Double Rush (série télévisée)
- 2009 : The Women

### Comme productrice
- 1985 : Foley Square (série télévisée)
- 1986 : Sam suffit (My Sister Sam) (série télévisée)
- 1988 : Murphy Brown (Murphy Brown) (série télévisée)
- 1995 : Double Rush (série télévisée)
- 1996 : À la une (Ink) (série télévisée)
- 1998 : Living in Captivity (série télévisée)